# 閻暖
阎暖（1574年—1644年），或作閻煖，字德煦，號又新，河南开封府項城縣軍籍。深州知州阎廷梓长子。

## 生平
万历四十年（1612年）壬子科河南乡试举人，四十四年（1616年）丙辰科会试登第，未殿试，四十七年（1619年）己未科殿试二甲四十四名進士，工部觀政，初授户部云南司主事，二年管明智坊草场，十二月管德州仓。三年升福建司员外郎，本年升雲南司郎中，五年調南户部郎中，六年升太平知府，以骨鲠不媚权要，挂议归里。六年再起部郎，出知苏州府。时魏珰用事，又不习阿附，甫一载即乞病归。崇祯七年（1634年）甲戌复守广平府，一年后被弹劾免职。崇祯十七年九月十五日卒，寿七十一岁。。

## 家族
曾祖閻世高。祖父閻鼎，贈徵仕郎，加贈承德郎。父閻廷梓，舉人，任深州守，贈奉政大夫户部郎中。